# Képzés
A képzés tanítás, önmagad vagy mások fejlesztése, bármilyen készség, tudás vagy állóképesség átadása, megszerzése, amely bizonyos hasznos kompetenciához kapcsolódik. A képzésnek sajátos céljai vannak, amelyek arra irányulnak, hogy fejlesszék a képességeket, terhelhetőséget, eredményességet és teljesítményt. A gyakornokság lényegét és a technikumok (szakképző iskolaként és politechnikumként is ismertek) működésének alapját képezi. Egy mesterség, foglalkozás vagy hivatás alapvető elsajátításán túl a képzés tovább folytatódhat a már meglévő kezdeti kompetenciák megtartásával, fejlesztésével, frissítésével a munkával töltött évek alatt is. Néhány hivatás és foglalkozás képviselői ezt a fajta képzést a hivatásban való fejlődésnek tekintik. A képzés (magyar megfogalmazásban erre inkább az edzés szót használjuk) jelentheti a fizikai állóképesség növelését is bizonyos kompetenciák kapcsán, mint sport, harcművészet, katonai alkalmazás és egyéb foglalkozások.

## Típusai

### Fizikai képzés (edzés)
A fizikai képzés a mechanikus célokra fókuszál: az edzőprogramok ebben a vonatkozásban bizonyos motorikus képességeket, mozgékonyságot, erőt vagy fizikai állóképességet fejlesztenek, gyakran azzal a céllal, hogy egy adott időpontban csúcsteljesítményt eredményezzenek.
Katonai értelemben az edzés (képzés) fizikai képességek megszerzését jelenti annak érdekében, hogy túléljenek egy összecsapást, és elsajátítsák mindazokat a képességeket, amelyekre a háborúban szükség van. Ez magába foglalja a különböző fegyverek használatát, túlélést a terepen vagy éppen, sok más között, hogyan lehet életben maradni az ellenség fogságában. További információt a katonai oktatás és képzésről szóló cikkben találsz.
Lélektani és élettani megfontolásból, aki úgy érzi, hasznos lehet számára, részt vehet relaxációs tréningeken, hogy könnyebben kikapcsolhasson vagy megbirkózhasson a stresszel. Míg néhány tanulmány szerint a relaxációs tréning hasznos néhány egészségi állapot esetében, az autogenikus (önmagunkra irányuló) edzésnek megvannak a korlátai, legalábbis egyes kutatások szerint.

### Szakmai ismereti képzés
Néhány szakma eredendően veszélyes és megkövetel egy alapfokú hozzáértést mielőtt a gyakorlója önmagára és a közelében lévőkre tekintettel megfelelő biztonsággal tudná teljesíteni. A hivatásos búvárnak, életmentőnek, tűzoltónak és bizonyos típusú gép vagy jármű kezelőjének egy alapvető szintű képességről kell értékelést és tanúsítványt szereznie, mielőtt engedéllyel rendelkező hivatásossá válhat.

### Munkaköri képzés
Néhányan hasonló kifejezést használnak a teljesítmény fejlesztését célzó munkahelyi oktatásra: „képzés és fejlődés”. Vannak egyéb online elérhető szolgáltatások azok számára, akik a munkáltatójuk által felkínált lehetőségeken túlmenően is szeretnének valamilyen képzésen részt venni. Néhány példa ezekre a szolgáltatásokra a karrier tanácsadás, képesség értékelés és támogatás. Ezen szolgáltatásokat munkaidő alatti és munkaidőn túli kategóriákba sorolhatjuk.
A munkaidő alatti képzések a normál munkakörnyezetben valósulnak meg felhasználva azokat az eszközöket, felszerelést, dokumentumokat vagy anyagokat, amelyeket a betanításon már átesett dolgozók is használnak. A munkaidő alatti képzést általánosságban a szakmai munkára való felkészítés leghatékonyabb formájának tartják. Magába foglalja az alkalmazottak képzését miközben el is végzik az adott munkát. Rendszerint egy hivatásos képző (vagy néha egy tapasztalt és képzett alkalmazott) tölti be az oktató szerepét gyakorlati tapasztalatot használva, amit ki lehet egészíteni formális osztálytermi bemutatókkal. Néha a képzés internet alapú technológiát vagy a videó konferencia eszközeit felhasználva valósul meg. A munkaidő alatti képzés a szervezet bármely részlegén megvalósítható.
A szimuláció alapú képzés egy másik módszer, amelyik technológiát használ az oktatásban résztvevő fejlődésének segítésére. Leginkább azon készségek oktatásában elterjedt, amelyek magas fokú gyakorlást igényelnek, valamint azoknál a szakmáknál, amelyek jelentős felelősséggel járnak élet és vagyon tekintetében. A szimulációs képzés előnye, hogy lehetőséget biztosít az oktatásban résztvevő számára, hogy egy kontrollált, virtuális környezetben fedezhesse, tanulmányozhassa és orvosolhassa hiányosságait. Arra is lehetőséget ad, hogy olyan helyzeteket tapasztalhasson meg és tanulmányozhasson, amelyek egyébként ritkán fordulnak elő a munka során, pl. repülés közbeni vészhelyzet, rendszer meghibásodás, stb., melyekben az oktató különböző szituációs helyzeteket teremthet, és megtudhatja, hogyan reagál rájuk a képzés alanya, így segítve a készségei fejlesztését arra az esetre, ha ez a való életben is megtörténne. Azon készségekre, amelyek fejlesztése rendszerint szimulációs képzés során valósul meg, példa a repülőgépek, űr- és léghajók, hajók kormányzása, légi vagy űrhajó irányítás részlege, erőművek üzemeltetése, magasabb szintű katonai/védelmi rendszerekkel kapcsolatos képzés, valamint magasabb szintű katasztrófa elhárítási képzés. mint tűzvédelmi képzés vagy elsősegélynyújtás.
A munkaidőn túli képzések a nem a normális munkakörnyezetben valósulnak meg, amely arra utal, hogy a dolgozó nem számít direkt módon hatékony munkaerőnek, amíg egy ilyen képzésen vesz részt. A munkaidőn túli képzési módszer sokszor jelenti azt, hogy a dolgozó a munkahelyétől távol vesz részt a képzésen. Ez gyakran magába foglal előadásokat, szemináriumokat, esettanulmányokat, szerepjátékokat és szimulációkat, lehetővé téve a személy számára, hogy kiszakadjon a munkakörnyezetből és alaposabb figyelmet szentelhessen magának a képzésnek. Ez a típusú képzés hatékonyabbnak bizonyult a fogalmak és elképzelések meghonosításában. Sok fejvadász cég kínál szolgáltatást az alkalmazottak kompetenciáinak fejlesztésére, a munkához való hozzáállásának megváltoztatására. A belső személyzeti képzés témái a hatékony problémamegoldó készségtől a vezetőképzésig terjedhet.
A legfrissebb fejlesztés a munkahelyi képzésben a munkaidőn belüli képzés terv (OJT Plan). Az Egyesült Államok Belügyminisztériuma szerint egy megfelelő OJT Plan a következőket kell, hogy tartalmazza: a megvalósítandó témakörök listája, a képzés hosszának várható ideje órában, a befejezés várható dátuma és a módszer, amellyel a képzés megvalósul.

### Vallás és spiritualitás
Vallási és spirituális értelemben az „edzés” jelentheti az elme, a szív, felfogás és tettek megtisztítását helyet teremtve spirituális céloknak, mint (például) az Istenhez való közelség vagy a szenvedéstől való megszabadulás. Ilyen például a hármas gyakorlat intézményesített spirituális képzés a buddhizmusban, a meditáció a hinduizmusban, vagy a tanítványság a kereszténységben. A képzés ezen aspektusai lehetnek rövid távúak vagy egy életen át tartóak a képzés tartalmától függően, valamint hogy melyik vallási csoport része.

### Mesterséges intelligencia visszacsatolás
A mesterséges intelligenciára kifejlesztett tanulási folyamatok szintén képzésként ismertek. Az evolúciós algoritmusok, beleértve a genetikai programozást és a gépi tanulás egyéb módszereit, „állóképesség függvényeken” alapuló visszacsatolási rendszert használnak, hogy lehetővé tegyék a számítógépes programok számára annak meghatározását, hogy egy entitás milyen jól hajt végre egy feladatot. A módszerek programsorozatot, úgynevezett „programpopulációt” hoznak létre, majd automatikusan tesztelik őket „fittségre”, megfigyelve, hogy mennyire teljesítik jól a kívánt feladatot. A rendszer automatikusan generál új programokat a populáció legjobban teljesítő tagjai alapján. Ezek az új tagok a legrosszabbul teljesítő programokat váltják fel. Az eljárás az optimális teljesítmény eléréséig ismétlődik. A robotikában egy ilyen rendszer valós időben tovább tud működni a kezdeti betanítás után, lehetővé téve a robotok számára, hogy alkalmazkodjanak az új helyzetekhez és önmagukban bekövetkező változásokhoz, például a kopás vagy sérülés miatt. A kutatók olyan robotokat is kifejlesztettek, amelyek egyszerű emberi viselkedést utánozhatnak a képzés kiindulópontjaként.

## Fordítás
Ez a szócikk részben vagy egészben  a   Training című angol Wikipédia-szócikk fordításán alapul.  Az eredeti cikk szerkesztőit annak laptörténete sorolja fel. Ez a jelzés csupán a megfogalmazás eredetét és a szerzői jogokat jelzi, nem szolgál a cikkben szereplő információk forrásmegjelöléseként.